# Đá Ken Nan
Đá Ken Nan là một rạn san hô thuộc cụm Sinh Tồn của quần đảo Trường Sa. Đá này nằm về phía tây của đá Tư Nghĩa và cách đảo Sinh Tồn 8 hải lý (14,8 km) về phía đông.
Đá Ken Nan là đối tượng tranh chấp giữa Việt Nam, Đài Loan, Philippines và Trung Quốc. Một số nguồn cho rằng đá này nằm trong vòng kiểm soát của Trung Quốc từ năm 1988.
- Tên gọi: đá Ken Nan; tiếng Anh: McKennan Reef; tiếng Trung: 西门礁; bính âm: Xīmén jiāo, Hán-Việt: Tây Môn tiêu.
- Đặc điểm: có diện tích khoảng 2,5 km².[1]